# Uspienje (obwód pskowski)
Uspienje (ros. Успенье) – wieś (ros. деревня, trb. dieriewnia) w zachodniej Rosji, w wołoście Luszczikskaja (osiedle wiejskie) rejonu bieżanickiego w obwodzie pskowskim.

## Geografia
Miejscowość położona jest 8,5 km od centrum administracyjnego osiedla wiejskiego (Luszczik), 8 km od centrum administracyjnego rejonu (Bieżanice), 124 km od stolicy obwodu (Psków).

## Demografia
W 2010 r. miejscowość zamieszkiwała 1 osoba.